# Paugusset (indijansko selo)
Paugusset, glavno selo Paugusset Indijanaca, plemena iz wappingerske skupine Mattabesec, koje se nalazilo na istočnoj obali rijeke Housatonic, na području današnjeg okruga New Haven u Connecticutu.
Rani autori spominju ga pod slinim nazivima, Pagasett, Paugasset (Birdsey 1761), Pawgassett, Pawgasuck i Pawghkeesuck. Selo je u vrijeme svog postojanja imalo oko 300 stanovnika